# Джерело (пам'ятка природи, Новоодеський район, с. Новопетрівка)
Джерело — гідрологічна пам'ятка природи місцевого значення в Україні. Розташована на території Новоодеського району Миколаївської області, у межах Новопетрівської сільської ради.
Площа — 0,01 га. Статус надано згідно з рішенням Миколаївської обласної ради № 448 від 23.10.1984 року задля охорони виходу ґрунтових вод.
Заказник розташована на схід від села Новопетрівське.